# Espurio Naucio Rútilo (cónsul 411 a. C.)
Espurio Naucio Rútilo  fue un político y militar romano del siglo V a. C. perteneciente a la gens Naucia.

## Familia
Naucio fue miembro de los Naucios Rútilos, una rama patricia de la gens Naucia.

## Carrera pública
Obtuvo el tribunado consular en el año 419 a. C., año en el que se produjo una conjura de esclavos que pretendía incendiar Roma, pero que se evitó por la denuncia de dos esclavos, y fue reelegido para el colegio del año 416 a. C.
Siendo cónsul en el año 411 a. C., organizó con su colega, Marco Papirio Mugilano, unas comisiones triunvirales para comprar trigo en los pueblos vecinos. Debido a la epidemia que asolaba la ciudad, solo pudieron incluir un senador por comisión y tuvieron que completarlas con caballeros. Fue tribuno consular por tercera vez en el año 404 a. C., cuando los romanos combatieron contra los volscos entre los territorios de Ferentino y Ecetra. Participó en el sitio y toma de Artena, población que quedó destruida.